# Liste der Einträge im National Register of Historic Places im Hunt County
Die Liste der Registered Historic Places im Hunt County führt alle Bauwerke und historischen Stätten im texanischen Hunt County auf, die in das National Register of Historic Places aufgenommen wurden.

## Aktuelle Einträge
| Lfd. Nr. | Name im NRHP                  | Bild | Datum der Eintragung | Adresse/Lage                                                            | Ort        | NRHP-ID  | Beschreibung |
| -------- | ----------------------------- | ---- | -------------------- | ----------------------------------------------------------------------- | ---------- | -------- | ------------ |
| 1        | Blanton School                |      | 12. Sep. 2006        | 610 Witt St.                                                            | Wolfe City | 06000823 |              |
| 2        | Central Christian Church      |      | 6. Jan. 2004         | 2611 Wesley St.                                                         | Greenville | 03001376 |              |
| 3        | Hunt County Courthouse        |      | 21. Juni 1996        | 2500 Lee St.                                                            | Greenville | 96000688 |              |
| 4        | Katy Depot                    |      | 25. Jan. 1997        | 3102 Lee St.                                                            | Greenville | 96001625 |              |
| 5        | Mayo Hall                     |      | 31. Juli 2003        | Monroe and Stonewall Sts.                                               | Commerce   | 03000727 |              |
| 6        | Post Office Building          |      | 7. Aug. 1974         | Lee at King St.                                                         | Greenville | 74002081 |              |
| 7        | President’s House             |      | 21. Nov. 2001        | SW of Circle Dr., N of Stonewall St., bet. Campbell and Bois D’Arc Sts. | Commerce   | 01001264 |              |
| 8        | William and Medora Camp House |      | 14. Nov. 1988        | 2620 Church St.                                                         | Greenville | 88002130 |              |